# Vera (Mato Grosso)
Vera – miasto i gmina w Brazylii, w stanie Mato Grosso.